# Danh sách vườn quốc gia tại Cộng hòa Séc

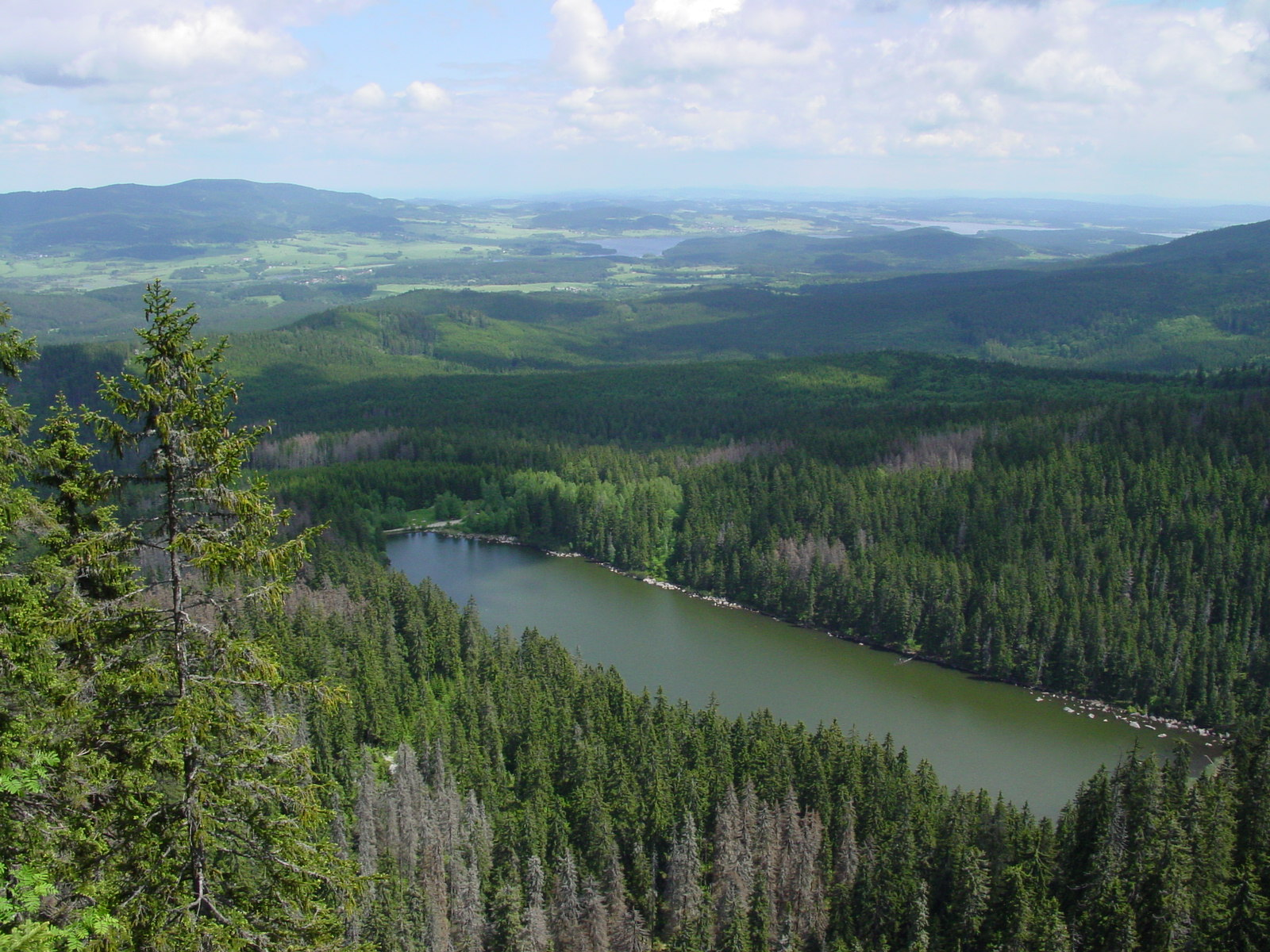
Hồ Plešné thuộc Vườn quốc gia Šumava.

Dưới đây là danh sách các vườn quốc gia và khu vực bảo vệ cảnh quan tại Cộng hòa Séc.

## Vườn quốc gia
- Vườn quốc gia Šumava
- Vườn quốc gia Krkonoše
- Vườn quốc gia Podyjí
- Vườn quốc gia České Švýcarsko

## Khu vực bảo vệ cảnh quan
- Khu vực bảo vệ cảnh quan Beskydy
- Khu vực bảo vệ cảnh quan Bílé Karpaty
- Khu vực bảo vệ cảnh quan Blaník
- Khu vực bảo vệ cảnh quan Rừng Blanský
- Khu vực bảo vệ cảnh quan Broumovsko
- Khu vực bảo vệ cảnh quan Trung České
- Khu vực bảo vệ cảnh quan Núi Český
- Khu vực bảo vệ cảnh quan Rừng Český
- Khu vực bảo vệ cảnh quan Český Raj
- Khu vực bảo vệ cảnh quan Jeseníky
- Khu vực bảo vệ cảnh quan Dãy núi Jizerské
- Khu vực bảo vệ cảnh quan Kokořínsko
- Khu vực bảo vệ cảnh quan Křivoklátsko
- Khu vực bảo vệ cảnh quan Núi Labské
- Khu vực bảo vệ cảnh quan Litovelské pomoraví
- Khu vực bảo vệ cảnh quan Dãy núi Lužické
- Khu vực bảo vệ cảnh quan Núi Moravský
- Khu vực bảo vệ cảnh quan Dãy núi Orlické
- Khu vực bảo vệ cảnh quan Pálava
- Khu vực bảo vệ cảnh quan Poodří
- Khu vực bảo vệ cảnh quan Rừng Slavkovský
- Khu vực bảo vệ cảnh quan Šumava
- Khu vực bảo vệ cảnh quan Třeboňsko
- Khu vực bảo vệ cảnh quan Đồi Žďárské
- Khu vực bảo vệ cảnh quan Dãy núi Železné